# هفت کوتوله
هفت کوتوله (انگلیسی: The ۷D) یک مجموعه تلویزیونی انیمیشن آمریکایی است که توسط انیمیشن تلویزیونی دیزنی ساخته شده و برای اولین‌بار در دیزنی اکس‌دی در ۷ ژوئیه ۲۰۱۴ پخش شد. این سریال یک داستان جدید از شخصیت‌های فیلم سفید برفی و هفت کوتوله محصول سال ۱۹۳۷ استودیو انیمیشن والت دیزنی و ماجراهای آن‌ها قبل از معرفی سفید برفی است. فصل اول شامل ۲۴ قسمت بود. در ۲ دسامبر ۲۰۱۴، این سریال برای فصل دوم تمدید شد. در ۲۵ آوریل ۲۰۱۶، دیزنی اکس‌دی اعلام کرد که این سریال پس از دو فصل لغو خواهد شد. قسمت آخر این سریال در ۵ نوامبر ۲۰۱۶ پخش شد. در کل ۴۴ قسمت تولید شده است.

## قسمت‌ها
| فصل | قسمت‌ها | قسمت‌ها | تاریخ اصلی روی آنتن رفتن | تاریخ اصلی روی آنتن رفتن |
| فصل | قسمت‌ها | قسمت‌ها | اولین بار                | آخرین بار                |
| --- | ------ | ------ | ------------------------ | ------------------------ |
| ۱   | ۲۴     | ۲۴     | ۷ ژوئیه ۲۰۱۴             | ۱۲ سپتامبر ۲۰۱۵          |
| ۲   | ۲۰     | ۲۰     | ۲۳ ژانویه ۲۰۱۶           | ۵ نوامبر ۲۰۱۶            |

## پیوند به  بیرون
- وبگاه رسمی
- هفت کوتوله در IMDb
- هفت کوتوله در بانک اطلاعات بیگ کارتون| فیلم‌های بلند     | - سفیدبرفی و هفت کوتوله (۱۹۳۷) - سیندرلا (۱۹۵۰) - زیبای خفته (۱۹۵۹) - پری دریایی کوچولو (۱۹۸۹) - دیو و دلبر (۱۹۹۱) - علاءالدین (۱۹۹۲) - پوکاهانتس (۱۹۹۵) - مولان (۱۹۹۸) - شاهدخت و قورباغه (۲۰۰۹) - گیسوکمند (۲۰۱۰) - دلیر (۲۰۱۲) - موانا (۲۰۱۶) - رایا و آخرین اژدها (۲۰۲۱) - موانا ۲ (۲۰۲۴) |
| دنباله‌ها         | - بازگشت جعفر (۱۹۹۲) - علاءالدین و شاه دزدان (۱۹۹۶) - پوکاهانتس ۲: سفر به یک دنیای جدید (۱۹۹۸) - پری دریایی کوچولو ۲: بازگشت به دریا (۲۰۰۰) - سیندرلا ۲: رؤیاها به حقیقت می‌پیوندند (۲۰۰۲) - مولان ۲ (۲۰۰۴) - سیندرلا ۳: پیچ و تاب در زمان (۲۰۰۷) - گیسوکمند: پیش از تا ابد (۲۰۱۷)             |
| پیش‌درآمدها       | - دیو و دلبر: کریسمس سحرانگیز (۱۹۹۷) - پری دریایی کوچولو: آغاز آریل (۲۰۰۸) |
| فیلم‌های کوتاه    | - دنیای جادویی بل (۱۹۹۸) - داستان‌های افسون‌شده پرنسس دیزنی: رؤیاهای خود را دنبال کنید (۲۰۰۷) - گیسوکمند تا ابد (۲۰۱۲) - افسانه موردو (۲۰۱۲) |
| فیلم‌های لایواکشن | - مالفیسنت (۲۰۱۴) - سیندرلا (۲۰۱۵) - دیو و دلبر (۲۰۱۷) - علاءالدین (۲۰۱۹) - مالفیسنت: بانوی اهریمنی (۲۰۱۹) - مولان (۲۰۲۰) - پری دریایی کوچولو (۲۰۲۳) - سفیدبرفی (۲۰۲۵) |

| فرزندان | - فرزندان - فرزندان ۲ - فرزندان ۳                                |
| سایر    | - سوفیای یکم - کیلالا پرنسس - النا از آوالور - النا و راز آوالور |

| شاهزاده‌ها | - دیو - علاءالدین - یوجین فیتزربرت - پرنس چارمینگ |
| رسانه‌ها   | - اگر می‌توانی آرزویش کن - مهمانی میکی با دزدان دریایی و پرنسس - خانه ماوس - پرنسس دیزنی: سفر طلسم‌شده - پرنسس دیزنی: جواهرات جادویی - کینگدم هارتس - پرنسس دیزنی: کتاب داستان‌های دلربا - پرنسس دیزنی: ماجراجویی افسانه‌ای من - روزی روزگاری (۲۰۱۱) - پادشاهی جادویی دیزنی - ویسکر هیون - رالف اینترنت را خراب می‌کند (۲۰۱۸) - لگو دیزنی |
| مکان‌ها    | - دیزنی‌لند - دیزنی‌لند هنگ کنگ - قلعه زیبای خفته - قلعه سیندرلا - سفر جسورانه پینوکیو - عمارت تسخیر شده - قلعه کتاب‌داستان مسحورشده - قلعه رویاهای جادویی || - ن - ب - و سفیدبرفی از برادران گریم                                                              | - ن - ب - و سفیدبرفی از برادران گریم |
| ------------------------------------------------------------------------------------------------- | --- |
| - «درخت طلا و درخت نقره» - «سفید-برفی-آتش-سرخ» - «داستان پرنسس مرده و هفت شوالیه» - فرنچایز دیزنی | |
| شخصیت‌ها                                                                                           | - سفیدبرفی - سفیدبرفی دیزنی - ملکه بدجنس - ملکه بدجنس دیزنی - هفت کوتوله - آینه جادویی - پادشاه - شکارچی - پرنس چارمینگ |
| فیلم‌های مستقل                                                                                     | - سفیدبرفی (۱۹۰۲) - سفیدبرفی (۱۹۱۶) - سفیدبرفی (۱۹۳۳) - سفیدبرفی و هفت کوتوله (۱۹۳۷) - کوتوله‌های زغال سیاه و دوسبن (۱۹۴۳) - هفت کوتوله برای نجات (۱۹۵۱) - سفیدبرفی و هفت کوتوله (۱۹۵۵) - سفیدبرفی و سه تاج (۱۹۶۱) - سفیدبرفی (۱۹۶۲) - ماجراهای جدید سفیدبرفی (۱۹۶۹) - کریسمس سفیدبرفی (۱۹۸۰) - شاهزاده خانم ما را نگیرید (۱۹۸۱) - سفیدبرفی (۱۹۸۷) - با خوشحالی همیشه (۱۹۸۹) - سفیدبرفی: یک داستان وحشتناک (۱۹۹۷) - سفیدبرفی: زیباترین از همه (۲۰۰۱) - ۷ کوتوله - مردان تنها در جنگل (۲۰۰۴) - سفیدبرفی: دنباله (۲۰۰۷) - سیدنی وایت (۲۰۰۷) - هرگز با خوشحالی ۲: سفیدبرفی—یک لقمه دیگر از سیب (۲۰۰۹) - سفیدبرفی (۲۰۰۹) - سفیدبرفی گریم (۲۰۱۲) - ای آینه ای آینه (۲۰۱۲) - سفیدبرفی (۲۰۱۲) - سفیدبرفی: تابستان مرگبار (۲۰۱۲) - کوتوله هفتم (۲۰۱۴) - چارمینگ (۲۰۱۸) - کفش قرمز و هفت کوتوله (۲۰۱۹) - سفیدبرفی و ملکه شیطانی (۲۰۲۴) - سفیدبرفی (۲۰۲۵) |
| شکارچی سری فیلم                                                                                   | - سفیدبرفی و شکارچی (۲۰۱۲) - شکارچی: جنگ زمستان (۲۰۱۶) |
| سریال‌های تلویزیونی                                                                                | - پادشاهی دهم (مینی سریال) - چارمینگ‌ها (کمدی) - برف سفید (۱۹۹۵) - افسانه سفیدبرفی (سریال انیمه) - پریتیر (سریال انیمه) - روزی روزگاری (سریال درام) - سوفیای یکم (سریال تلویزیونی) ("جشن طلسم شده") (فصل ۲، قسمت ۲۷) - هفت دی (سریال تلویزیونی) |
| صحنه                                                                                              | - سفیدبرفی و هفت کوتوله (بازی ۱۹۱۲) - سفیدبرفی و هفت کوتوله (موزیکال) - کریسمس سفیدبرفی (موزیکال) |
| باله                                                                                              | - آینه جادویی (۱۹۰۳) |
| رسانه‌های دیگر                                                                                     | - افسانه‌ها (کمیک) - میرا، آینه (رمان) - آینه آینه (رمان) - سرخ مثل خون (داستان کوتاه) - سفیدبرفی (اپرا) - قطار معدن هفت کوتوله (جاذبه) - آرزوی مسحور شده سفیدبرفی (جاذبه) - غار سفیدبرفی (جاذبه) - سفیدبرفی: با خوشحالی همیشه (بازی ویدیویی) - «برف، لیوان، سیب» (داستان کوتاه) - سایه مار (رمان) - منصفانه‌ترین (رمان) - داستان‌های درست قبل از خواب (مجموعهٔ داستان کوتاه) - سری انیمیشن محبوب: برادران سوپر ماریو (اووی‌ای) - دعواهای افسانه ای (بازی ویدیویی) - گرگی در میان ما (بازی ویدیویی) - تمثیل‌های تاریک (بازی ویدیویی) - سفیدبرفی شش تفنگ (رمان) |
| - رده:سفیدبرفی و هفت کوتوله                                                                       | |